# Milewko (województwo kujawsko-pomorskie)
Milewko – wieś kociewska w Polsce położona w województwie kujawsko-pomorskim, w powiecie świeckim, w gminie Nowe, przy trasie drogi wojewódzkiej nr 377. Miejscowość jest siedzibą sołectwa Milewko. Według Narodowego Spisu Powszechnego (III 2011 r.) wieś liczyła 132 mieszkańców. Jest jedenastą co do wielkości miejscowością gminy Nowe.
W latach 1975–1998 miejscowość administracyjnie należała do województwa bydgoskiego.